# Coasteering

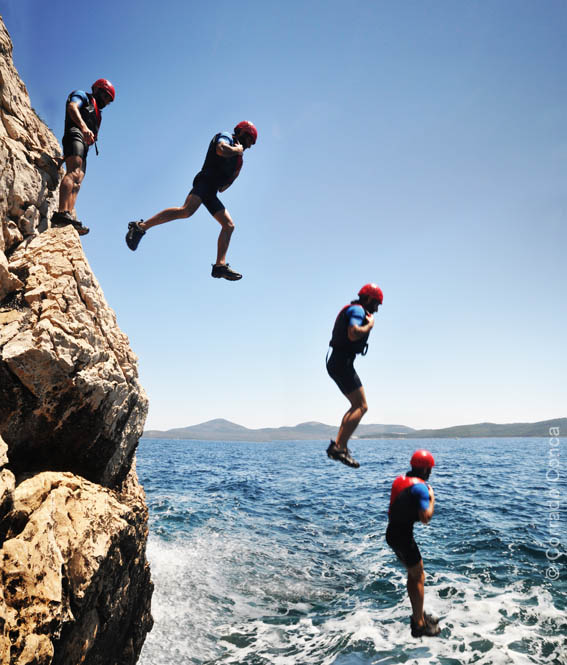
Coasteering in Sardegna (2011)

Il coasteering è un'attività sportiva outdoor che consiste nel percorrere la zona intertidale di una costa rocciosa, ovvero la zona del litorale dove mare e roccia si incontrano. La progressione avviene a piedi o a nuoto, senza l'ausilio di imbarcazioni ed il tuffo da altezze considerevoli è uno degli elementi ludici che la caratterizzano. Solo apparentemente il coasteering assomiglia alla pratica del DWS Deep-water soloing dove l'obbiettivo è prevalentemente quello di arrampicare su rocce asciutte, con difficoltà elevate e laddove il tuffo in acqua è solo l'elemento conclusivo della performance in parete. Oltre all’attività ludico/ricreativa il coasteering include l'educazione ambientale: infatti durante una sessione di coasteering si può osservare la biodiversità della zona costiera, dalla flora e fauna del piano sopralitorale e mesolitorale (patelle, balani, cozze etc.) a quella bentonica (ricci, anemoni, gamberi etc.).
In tempi più recenti, in alcune zone d'Italia, l'attività del coasteering è stata ibridata con contaminazioni tecniche provenienti dal canyoning,  prevedendo l'uso di corde per attività di abseiling sul mare. Non è raro infatti che le guide di coasteering svolgano professionalmente anche l'attività di guida canyon.

## Storia
Qualunque essere umano abbia frequentato ed esplorato tratti di costa rocciosa ha in qualche modo praticato del coasteering. Tuttavia il termine “Coasteering” venne utilizzato ufficialmente per la prima volta nel 1973, nel libro Sea Cliff Climbing dagli autori John Cleare e Robin Collomb, che scrivevano «alcuni entusiastici appassionati ritengono che il coasteering diventerà popolare e che potrà avere un grande futuro».
Nel 1990 è apparso per la prima volta come attività turistico/ricreativa, con tour guidati lungo le coste gallesi di Pembrokeshire. 
La pratica del coasteering ha trovato ampia diffusione nel Regno Unito, con particolare concentrazione nelle scogliere della Cornovaglia, Dorset, Pembrokeshire, Anglesey e presso le Highlands e isole della Scozia.

## Tour guidati
Nonostante la pratica del coasteering non presenti rischi oggettivi estremi, è più sicuro affidarsi a guide esperte perché è di importanza fondamentale conoscere il comportamento del mare di un determinato tratto di costa, nonché la profondità dei fondali e le eventuali vie di fuga sia via mare che via terra.

### Equipaggiamento necessario

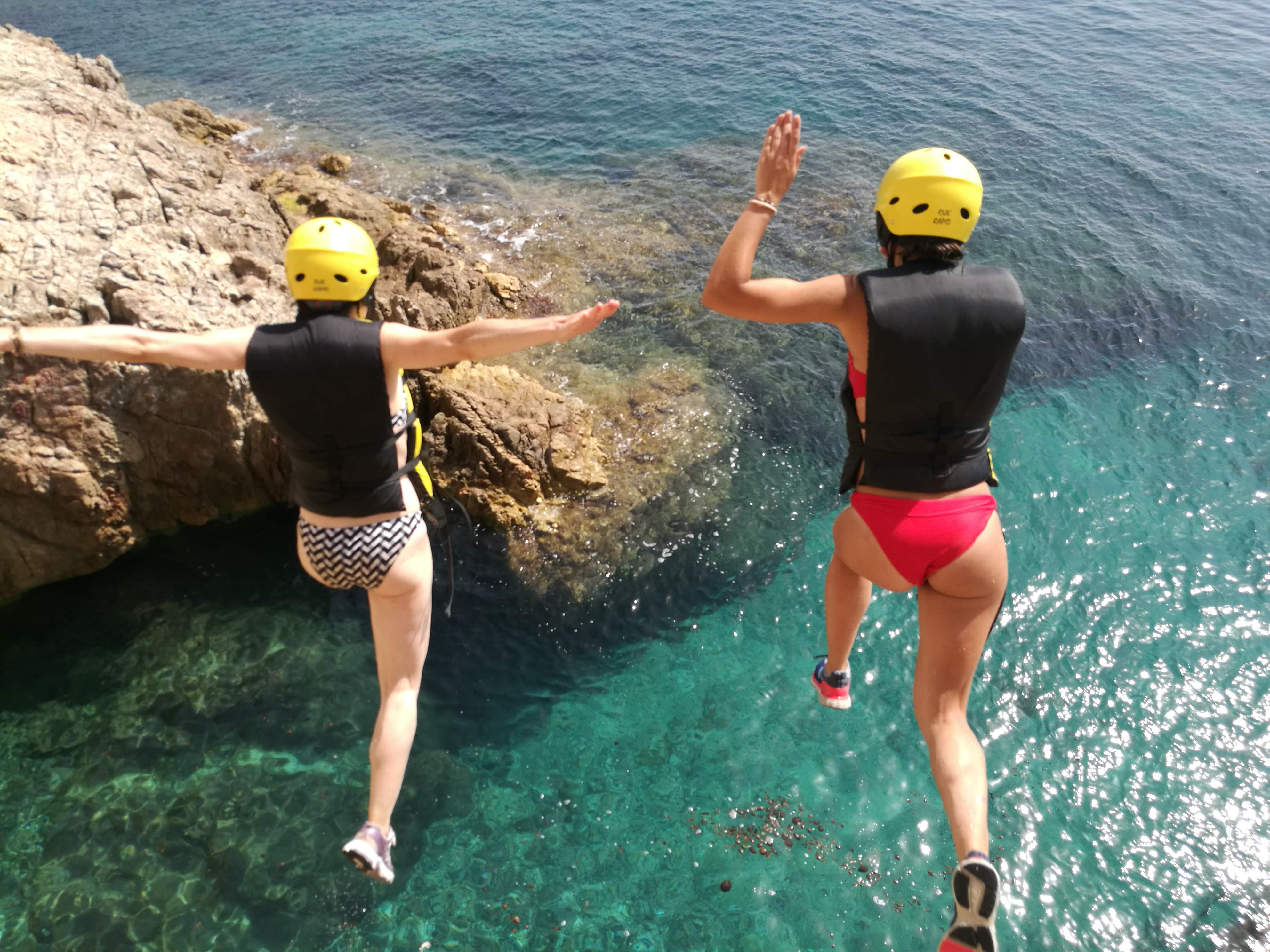
Equipaggiamento-base per il coasteering, con caschetto, giubbotto salvagente e scarpe.

Parte dei materiali devono essere scelti in base alla stagione ed all'ambiente nel quale si sviluppa l'itinerario scelto. In generale include: 
- Muta in neoprene (lunga o corta in base alla stagione ed alla temperatura dell'acqua)
- Guanti
- Casco
- Scarpe con un buon grip sulle rocce bagnate
- Giubbotto salvagente

### Pericoli
A causa delle diverse pratiche coinvolte in questo sport ci sono una serie di pericoli da prendere in considerazione:
- Rischio d'urto sulle rocce, affioranti e/o subacquee
- Annegamento
- Ipotermia